# Cydalima capriniodes
Cydalima capriniodes är en fjärilsart som beskrevs av George Francis Hampson 1912. Cydalima capriniodes ingår i släktet Cydalima och familjen Crambidae. Inga underarter finns listade i Catalogue of Life.